# Christoph Fuhrbach
Christoph Fuhrbach (* 16. Dezember 1970 in Frankenthal) ist ein deutscher Ausdauersportler.

## Leben
Als Sohn des Künstlers Dankmar Fuhrbach wuchs Christoph Fuhrbach in Frankenthal auf. Nach dem Abitur am Albert-Einstein-Gymnasium absolvierte er ein Studium der Katholischen Theologie mit anschließender Ausbildung zum Pastoralreferenten. Seit 1. September 2004 ist er beim Bistum Speyer als Referent in der Diözesanstelle Weltkirchliche Aufgaben tätig. Er wohnt in Neustadt an der Weinstraße, ist verheiratet und Vater zweier Kinder.
Fuhrbach wurde deutschlandweit bekannt, als er 1998/99 eine Fahrradtour um die Erde unternahm und von unterwegs – damals, lange vor der Smartphone-Ära, noch meist aus Internetcafés – regelmäßig Berichte per E-Mail an die Ludwigshafener Tageszeitung Die Rheinpfalz schickte. Die Mammut-Radtour führte ihn binnen elf Monaten über Südosteuropa, die Türkei, Iran und Indien zu den geographischen Höhepunkten Nepal und Tibet, ging weiter über Thailand, Malaysia und Indonesien nach Australien und Neuseeland und endete mit gut 3000 km quer durch die USA. Später präsentierte er zu Benefizzwecken seine Reiseberichte als Diaschau in Überblendtechnik; sie war mit landestypischer Musik unterlegt und mit frei gesprochenen Schilderungen kommentiert. Zu seinen nachhaltigsten Aktionen zählen diejenigen am 1. Mai 1999 im Congressforum Frankenthal sowie am 5. September 2003 in der TSG-Sporthalle in Worms; bei letzterem Termin trat Fuhrbach zusammen mit den beiden Pfälzer Mundartdichtern Helga Schneider und Albert H. Keil zugunsten von Niklas auf, der 2002 im Alter von 18 Monaten beim Terroranschlag von Djerba beide Eltern verloren hatte.
Am 6. August 2005, dem 60. Jahrestag des Abwurfs der ersten Atombombe auf Hiroshima, war er Mitveranstalter und Teilnehmer des „Pace-Makers-Radmarathons“ über 333 km von Stuttgart nach Büchel in der Eifel. Der Radmarathon wird seither jeden Sommer ausgetragen und führt mittlerweile über 342 km von Bretten in Baden über Mannheim und Bad Dürkheim nach Ramstein in der Pfalz und über Neustadt an der Weinstraße und Germersheim zurück nach Bretten.

## Ausdauersport
Schon als Schüler hatte Fuhrbach erste Langlauferfolge; so absolvierte er mit 15 Jahren den Kuseler 100-km-Lauf in einer Zeit von 16:53 Stunden. Als Schüler und Abiturient hatte er den Vereinen TG Frankenthal bzw. TuS Flomersheim angehört, später wechselte er zum TV Hatzenbühl. 2003 wurde er in die deutsche Berglauf-Nationalmannschaft aufgenommen.
Mit der Mannschaft des TV Hatzenbühl gewann Fuhrbach zweimal die Deutsche Berglauf-Meisterschaft. Beim Halbmarathon des Marathons Deutsche Weinstraße (Bockenheim) belegte er je einmal den ersten, zweiten und dritten Platz. Beim Bienwald-Marathon (Kandel) belegte er 2004 den zweiten Platz in der Gesamtwertung in 2:31:25 Std.
Mit 38 Jahren gelang ihm eine inoffizielle Bestleistung. Am 23. und 24. August 2009 legte er auf der steilen Kalmithöhenstraße bei Neustadt innerhalb von 24 Stunden 488 km zurück und absolvierte dabei 17.615 Höhenmeter. Er fuhr die Strecke zwischen dem westlichen Ortsausgang von Maikammer (etwa 170 m ü. NHN) und dem Parkplatz direkt unterhalb des Kalmitgipfels (673 m), die knapp 6 km lang ist, 42 Mal auf und ab; bei der 43. Auffahrt erreichte er zum Abschluss der 24 Stunden noch das 400-m-Höhenschild. Fuhrbach übertraf damit die bisher bekannte deutsche Bestleistung von Rainer Klaus, der 1996 15.458 Höhenmeter erzielt hatte.
Im August 2011 belegte Fuhrbach als 40-Jähriger bei der über sechs Etappen führenden internationalen Dolomiten-Rundfahrt für Jedermänner den 2. Platz hinter dem Italiener Alessandro Magli. 
Am 2. Juni 2013 erreichte Fuhrbach beim offenen Berg-Radrennen auf den Mont Ventoux (1912 m) in der Provence mit 23 Sekunden Rückstand auf den Sieger den 2. Rang. Am 19. Juli 2014 gewann er bei Berchtesgaden in der Seniorenklasse 2 die deutsche Bergmeisterschaft der Radfahrer in 42:12 Minuten für die 13 km lange Strecke.